# Kaf (Sindhi-Buchstabe)
Kaf (Sindhi: ڪاف kāf; ڪ) ist der 38. Buchstabe des erweiterten arabischen Alphabets des Sindhi. Die Form des Kaf entspricht einem leicht modifizierten persischen Kāf (ک; im Sindhi Khe).
In der arabischen Schrift des Sindhi steht Kaf für den stimmlosen velaren Plosiv [⁠k⁠]; das Khe (ک) ist sein aspiriertes Gegenstück. Das Äquivalent zum Kaf ist im Devanagari des Sindhi das Zeichen क, in lateinischen Umschriften wird Kaf in der Regel mit k wiedergegeben. Vor der Einführung als eigenständiger Buchstabe war ڪ ein in gewissen Fällen gesetzter Allograph des ک.
Das Zeichen ist im Unicode-Block Arabisch am Codepunkt U+06AA kodiert.
| Unicode-Codepoint | Unicode-Name            | Zeichen |
| ----------------- | ----------------------- | ------- |
| U+06AA            | ARABIC LETTER SWASH KAF | ڪ       |